# Bornes fleurdelysées (Montlhéry)
Les bornes fleurdelysées n°14 et n°15 sont des monuments situés à Montlhéry, en France.

## Description
Les monuments sont conservés à Montlhéry et ont été déplacés.

## Historique
Les monuments sont datés du XVIIIe siècle. 
Les monuments sont inscrits au titre des monuments historiques depuis  le 22 mars 1934.